# Adventures of Sherlock Holmes; or, Held for Ransom
Adventures of Sherlock Holmes; or, Held for Ransom je americký němý film z roku 1905. Režisérem je James Stuart Blackton (1875–1941). Film byl natočen podle románu Podpis čtyř (1890) od Arthura Conana Doylea. Jedná se o druhou filmovou adaptaci Sherlocka Holmese po snímku Sherlock Holmes Baffled (1900). Film se nedochoval celý, fragmenty jsou uloženy v knihovně Kongresu.

## Obsazení
| Maurice Costello | Sherlock Holmes |
| H. Kyrle Bellew  | Dr. Watson      |
| Paul Panzer      | bandita         |
| J. Barney Sherry | bandita         |